# Carrer d'Avall (Arenys de Mar)
El carrer d'Avall és un carrer d'Arenys de Mar (Maresme) que conté alguns edificis protegits individualment com a bé cultural d'interès local. El carrer d'Avall, paral·lel a la costa, és un del més antics de la població i potser el més llarg. Des d'època de Carles III fins a l'any 1960 va servir de Camí Reial, i per això no és estrany que es construïssin les cases acomodades de la vila.

## Número 7
El número 7 és un edifici protegit com a bé cultural d'interès local. Casa de tres plantes amb les obertures que resten de l'època emmarcades amb pedra. Respon al tipus corrent de les cases acomodades de l'època. Presenta una façana posterior de característiques semblants. Tenia un portal dovellat com el de la casa contigua, però el van enderrocar. Està coronat per una cornisa.

## Número 38-40

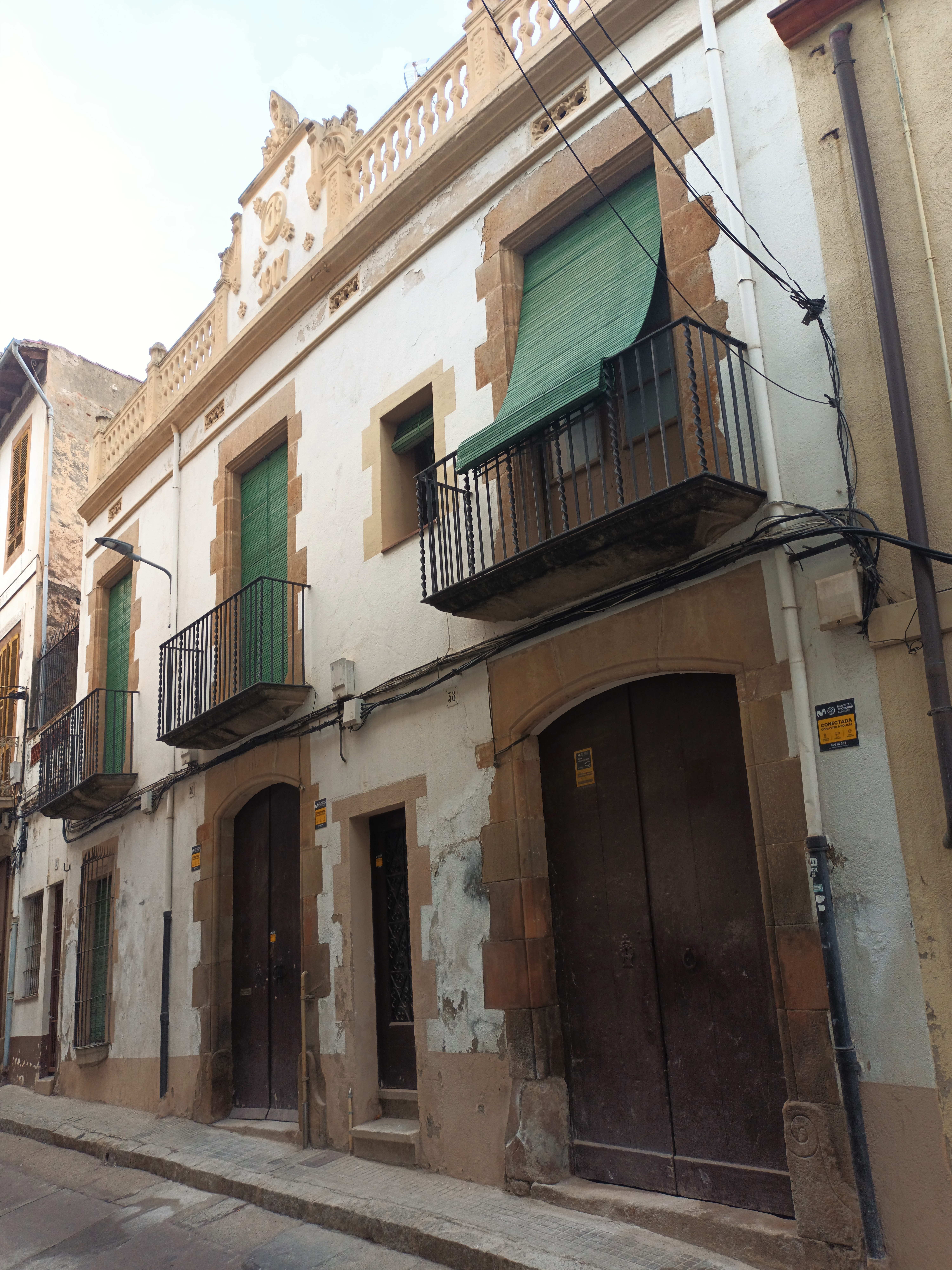
Número 38-40 del carrer d'Avall

El número 30-40 és un edifici protegit com a bé cultural d'interès local. Dues cases de composició única, de dues plantes i obertures emmarcades amb pedra. Els portals tenen llinda arquejada. A la planta baixa hi ha la porta d'entrada i una finestra amb reixa de ferro, a la part posterior o pis hi ha balcons. El coronament està fet amb balustrada d'obra.